# 東日本アレクサンダー・フォン・フンボルト協会
東日本アレクサンダー・フォン・フンボルト協会（独: Vereinigung für Humboldtianer in Ost-Japan）は、アレクサンダー・フォン・フンボルト財団研究奨学生としてドイツで研究留学を経験した者のうち、東日本在住者から構成される学術団体であった。
2013年6月29日、「西日本フンボルト会」と「東日本フンボルト協会」を統合した「日本フンボルト協会」が設立された。

## 歴代理事長
- 石井紫郎
- 西原春夫
- 佐々木毅
- 廣渡清吾